# Изуар, Андре
Андре́ Изуа́р (фр. André Isoir; 20 июля 1935, Сен-Дизье — 20 июля 2016) — французский органист.

## Биография
Учился в школа Сезара Франка у Эдуара Субербьеля (орган) и Жермены Мунье (фортепиано). Затем продолжил обучение в Парижской Высшей национальной консерватории музыки и танца у Роланды Фальчинелли, где в 1960 году выиграл первый приз по органу и импровизации.
После окончания консерватории выиграл несколько международных органных конкурсов.
Работал титулярным органистом в ряде парижских церквей. Преподавал в различных французских консерваториях. С 1973 года занимает пост титулярного органиста в парижской церкви Сен-Жермен-де-Пре. Автор удачных транскрипций фортепианных произведений для органа (одна из самых часто исполняемых — переложение «Румынских народных танцев» Белы Бартока).
Записал около 60 дисков, получивших многочисленные награды. Особенно известен записями французской музыки и полными собраниями записей Сезара Франка и Иоганна Себастьяна Баха.

## Награды
- Кавалер ордена Искусств и литературы
- Кавалер национального ордена «За заслуги»